# Trisfosforan inozytolu
Trisfosforan inozytolu (1,4,5-trisfosforan inozytolu, IP3) – organiczny związek chemiczny z grupy estrów, pochodna inozytolu zawierająca 3 reszty fosforanowe w pozycjach 1, 4 i 5. W organizmach jest mediatorem wewnątrzkomórkowym. Jest to przekaźnik pośredniczący w wymianie informacji chemicznej. Stymuluje wzrost stężenia jonów Ca2+
 w cytozolu.